# Metropolia wołgogradzka
Metropolia wołgogradzka – jedna z metropolii Rosyjskiego Kościoła Prawosławnego. W jej skład wchodzą trzy eparchie: wołgogradzka, kałaczowska oraz uriupińska.
Erygowana przez Święty Synod Rosyjskiego Kościoła Prawosławnego w marcu 2012. Jej pierwszym ordynariuszem został metropolita wołgogradzki i kamyszyński German (Timofiejew). Od grudnia 2018 nowym zarządcą został biskup Teodor (Kazanow) (od 2019 r. metropolita).